# Laws Point
Der Laws Point ist eine Landspitze an der Südküste Südgeorgiens im Südatlantik. Sie liegt nördlich des Kap Demidow am Südufer der Einfahrt zum Wilson Harbour und ist Standort einer großen Brutkolonie des Riesensturmvogels. Ihr unmittelbar westlich vorgelagert ist Saddle Island.
Das UK Antarctic Place-Names Committee benannte sie 2009. Namensgeber ist der britische Biologe Richard Maitland Laws (1926–2014) von der University of Cambridge, der von 1947 bis 1987 in unterschiedlicher Funktion für den British Antarctic Survey tätig war.